# TSV Bleidenstadt
Der TSV Bleidenstadt (vollständiger Name: Turn- und Sportverein (TSV) Taunusstein-Bleidenstadt e. V.) ist ein am 24. März 1901 in Bleidenstadt gegründeter hessischer Sportverein aus der Stadt Taunusstein, der vor allem für seine Fußballabteilung bekannt ist. Der Fußballverein TSV Bleidenstadt ist Mitglied des Hessischen Fußball-Verbandes (HFV).

## Geschichte
Während des Ersten Weltkrieges wurde der Turnverein Bleidenstadt aufgelöst und im Jahre 1919 wiedergegründet. Im Jahr 1929 wurde eine eigene Turnhalle gebaut, die aber nach der Machtergreifung der Nationalsozialisten enteignet wurde. Auch während des Zweiten Weltkrieges wurde der Verein aufgelöst und 1946 als Turn- und Sportverein Bleidenstadt wiedergegründet. Zwischen den Jahren 1946 und 1948 wurde ein Sportplatz für den Verein gebaut. Der Höhepunkt des Vereins wurde in den 1970er Jahren erreicht, als man als erster Untertaunusverein in die Landesliga Hessen-Mitte aufstieg und dort von 1973 bis 1980 spielte. Man konnte in dieser erfolgreichen Zeit zehnmal hintereinander den Kreispokal gewinnen. Bleidenstadt stand zweimal in der Hauptrunde des DFB-Pokals: 1974/75 stand man nach Siegen über den FC Rodalben und den FC Homburg in der 3. Runde, verpasste den Einzug ins Achtelfinale aber durch eine 2:4-Niederlage gegen den SC Jülich. 1977/78 schaltete das Team in der 1. Hauptrunde den Zweitligisten SG Wattenscheid 09 mit 2:1 nach Verlängerung aus; in der 2. Runde scheiterte man am Bundesligisten FC Schalke 04 mit 1:8. Bis auf die Spiele gegen den FC Homburg fanden alle Pokalspiele auswärts statt.
Der Gesamtverein TSV Taunusstein-Bleidenstadt hat annähernd 2000 Mitglieder in sechs eigenständigen Abteilungen. Sehr erfolgreich sind die Rhönradturner des TSV, die mehrere Welt- und Europameisterschaften sowie zahlreiche deutsche Meisterschaften erringen konnten. Höhepunkt war die Ausrichtung der Rhönradweltmeisterschaft 1991. Ebenfalls erfolgreich ist die Volleyballabteilung, die 1969 gegründet wurde. Die Damen spielten jahrelang in der Hessenliga, durch die Zusammenarbeit mit dem Gymnasium Taunusstein ist der Verein bekannt für die gute Jugendarbeit. Weiterhin gibt es noch die Abteilungen Badminton, Tischtennis und Turnen, in denen neben Leistungssport auch Sport für Jeden angeboten. So kann man z. B. jedes Jahr das Sportabzeichen erwerben.
Dem Verein stehen ein Kunstrasenplatz, ein Kunstrasenkleinfeld, sowie zwei Großsporthallen zur Verfügung.
Außerhalb des Sports beteiligt sich der Verein an verschiedenen Veranstaltungen im Stadtteil bzw. in der Stadt Taunusstein.

## Fußball
Die erste Herrenmannschaft spielt derzeit in der achtklassigen Kreisoberliga Rheingau-Taunus. Die zweite Herrenmannschaft spielt in der Kreisliga A und die dritte Mannschaft in der Kreisliga D.
Die Jugendabteilung der TSV Bleidenstadt besteht aus 12 Jugendmannschaften von A- bis G-Jugend. Von der A- bis C-Jugend spielen die Jugendlichen im Jugendförderverein (JFV) Taunusstein, bestehend aus den Taunussteiner Vereinen TSV Bleidenstadt, TuS Hahn, SV Neuhof und SV Seitzenhahn.
Der TSV Bleidenstadt besitzt drei Frauenmannschaften. Diese unterteilen sich in eine Seniorinnenmannschaft und zwei Jugendmannschaften.